# Anuradapura
Anuradapura (Anuradhapura) é uma cidade no Sri Lanca, capital da província do Centro-Norte. É uma das antigas capitais do Sri Lanca, famosa pelas suas bem-preservadas ruínas da civilização lanca. Foi declarada Património Mundial da UNESCO em 2006.
Fundada no século IV a.C., foi a capital do reino de Anuradapura até o princípio do século XI. Durante este período permaneceu um dos mais estáveis e duradouros centros do poder político e da vida urbana na Ásia Meridional. A antiga cidade, considerada sagrada para o mundo budista, é atualmente rodeada de mosteiros cobrindo uma área de mais de 40 km². Anuradapura é também importante na lenda hindu como a capital do rei asura Ravana no Ramáiana.
As ruínas de Anuradapura são constituídas por vários edifícios, nos quais se incluem: Sri Maa Bodi, uma figueira sagrada; Lovamaapaia, o palácio; Abaiagiri Dagaba; Isurumunia e Sela Cetia, templos budistas; Magul Uiana, uns jardins; as grutas de Vessagiri; Ratna Prasadaia, um arranha-céus; o palácio da rainha; as estupas de Dacina, Lancarama, Mirisaveti, Jetavanaramaia, Tuparamaia, Ruvanvelisaia e Naca Viara; o viara de Ciribate Veera; o Cutam Pocuna, um tanque; as estátuas de Samadi e Toluvila, entre outros.